# Eurya septata
Eurya septata là một loài thực vật có hoa trong họ Pentaphylacaceae. Loài này được Chi C.Wu, Z.F.Hsu & C.H.Tsou mô tả khoa học đầu tiên năm 2003.